# Abbaye de Vezzolano
L’Abbaye de Vezzolano est un édifice religieux de style gothique et roman, un des monuments médiévaux les plus importants du Piémont, situé dans la municipalité d'Albugnano, en province d'Asti.

## Les origines
Il y a différentes hypothèses sur l'origine du nom et de l'emplacement, y compris un lien avec la gens romane Vetia ou avec le centre de Vézelay en France, où, déjà à l'époque de Charlemagne il y avait une abbaye soumise à celle de Cluny. 
Mais probablement la source la plus fiable du nom médiéval ou régional vient des mots Vetiola ou Vezola comme récipient d'eau étant donné que dans le voisinage il y a un ruisseau.

## La légende et la fondation
Selon une légende, la fondation de l'église remonte à Charlemagne : l'empereur était à la chasse dans l'année 773 dans la forêt de Vezzolano, quand tout à coup trois squelettes sortant d'une tombe étaient apparus, provoquant une grande peur.
Aidé par un ermite, l’empereur, invité à prier la Vierge Marie, avait décidé de construire sur le site une église abbatiale.
Selon une reconstitution historique on peut penser qu'un lieu religieux existait déjà au temps des Lombards et qu’en ensuite il avait été élargi en lui donnant une renommée grandissante et de plus en plus de richesse. 
Au Xe siècle, l'abbaye fut détruite par les Sarrasins, reconstruite en 1002, elle fut donnée par Arduin roi d'Italie à Odon de Bruzolo qui la donna en héritage à ses descendants.
En 1095, l’abbaye fut donnée aux moines et le monastère a été habité par des moines jusqu'au début du XIXe siècle, pendant la domination napoléonienne.

## L'architecture de l'abbaye
L'abbaye se compose d'une église avec un clocher, le cloître et la salle capitulaire qui représentent  bien l’alternance du style qui change à certains moments entre gothique et roman.
Le grès et la brique sont utilisés ici pour marquer le style architectural de l'abbaye, fondée sur deux couleurs en bandes alternées, en commun avec d'autres écoles d'architecture italienne, en particulier celle de la Ligurie et de la Toscane.
La construction de l'église fut achevée en 1189, après avoir subi des interventions structurelles importantes en particulier dans la période gothique. 
La façade avait à l'origine trois portes dont deux seulement sont encore visibles et est typiquement romaine offrant une vision à la brique du haut alternée avec des bandes horizontales de pierre.
Elle comporte trois niveaux de galeries, interrompues par une fenêtre à meneaux avec de petites colonnes, et des motifs architecturaux rappelant de Pise et de Lucques. 

## Le portail et la façade
Le portail frontal présente des petits piliers carrés ornés de motifs géométriques et végétaux, ainsi que les chapiteaux ; la lunette représentant la Vierge sur un trône flanqué de deux anges. 
La façade est ornée de trois rangées de petites colonnes, avec une grande fenêtre à meneaux centrale, une composition qui tourne autour de la figure du Christ flanqué des deux archanges Michel et Raphaël, respectivement armés de la lance et de l'épée. 
La fenêtre à meneaux au-dessus du porche est un original dans lequel il y a deux anges avec une bougie dans la main en alternance avec trois médaillons en céramique polychrome de goût oriental. 
Il existe aussi deux séraphins sur une roue et à l'apogée se situe dans une niche le buste du Christ bénissant.

## Le clocher et l’intérieur

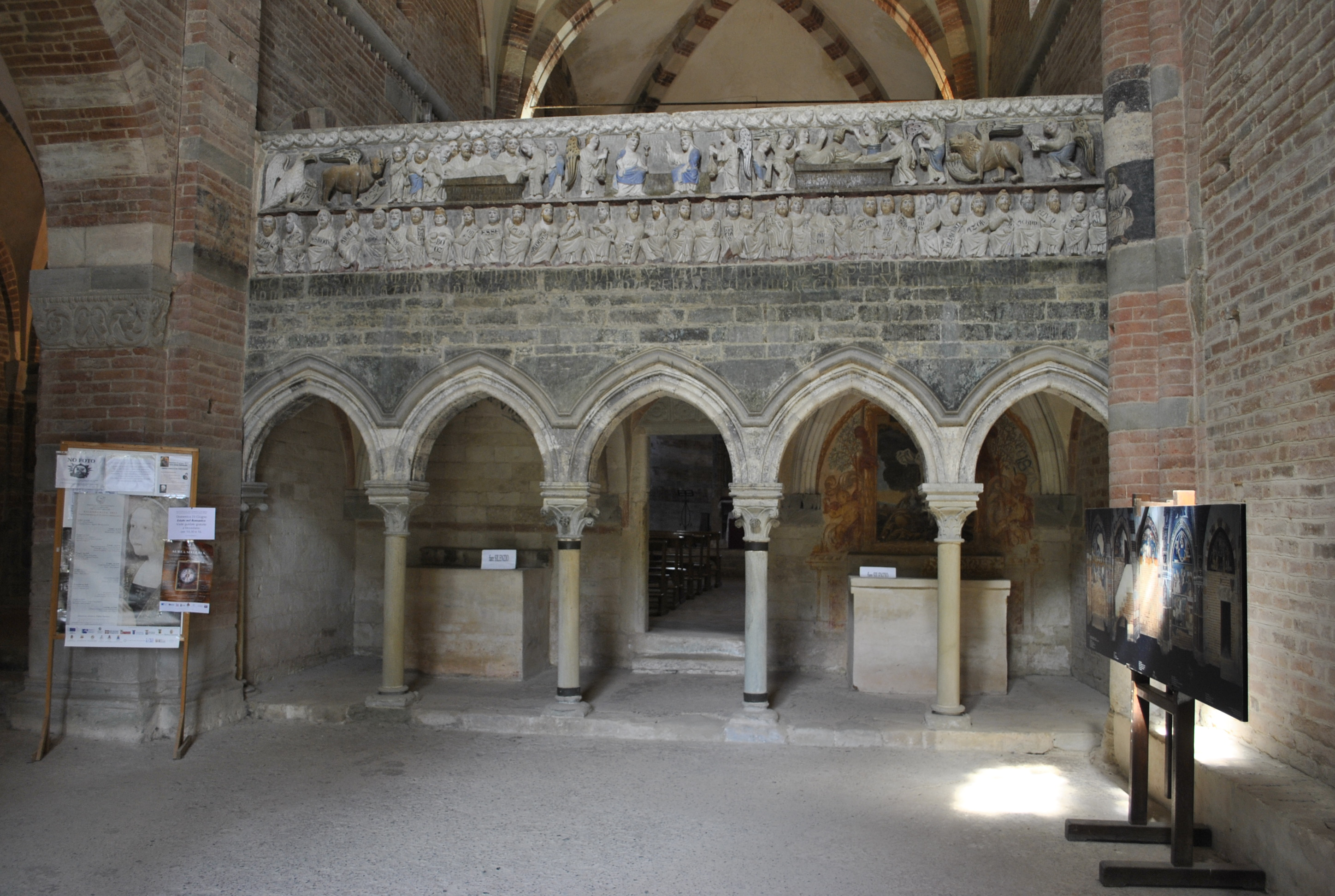
Le jubé.

Le clocher à arcades, de style roman, a été retravaillé en haut et est situé dans la partie supérieure gauche de l'abbaye.
L'intérieur est de style romano-gothique avec des influences françaises. 
Il est actuellement réduit à seulement deux nefs, parce que celle de droite a été englobée dans le cloître : pour la même raison il y a seulement deux absides, parce que celle de droite a cédé la place à la salle du chapitre.
Les voûtes sont nervurées avec des arcs en ogive et la nef est divisée par un jubé finement décoré sur le modèle typique de beaucoup d'églises françaises.
Ce bâtiment est soutenu par cinq arches et avec deux ordres superposés de décorations de sculptures polychromes : le bas présente une série de patriarches, tandis que sur celui du haut on peut voir des scènes de la vie de Marie : Dépôt, l'Assomption, Triomphe dans le Ciel, d'école bourguignonne de la fin du XIIe siècle.

## L’autel
L’autel principal possède un tabernacle, un triptyque de couleur d'argile du milieu du XVe siècle, tandis que derrière, sur les côtés de la fenêtre centrale, on peut voir deux bas-reliefs romains, la pierre représentant l'archange Gabriel et la Madone.
Au bas de la nef de droite il y a une porte de communication avec le petit cloître, avec des arcades de créations architecturales différentes : on peut voir dans la lunette une fresque gothique représentant la Vierge sur un trône flanqué de deux anges.

## Les fresques
En poursuivant, on peut voir une série de fresques d'un intérêt considérable, parmi eux on peut voir le Christ parmi les symboles des évangélistes, L'Adoration des Mages avec un dévot présenté par un ange, une personne victime gisant dans une robe rouge, et le contraste des trois vivants et des trois décédés.
La dernière fresque était probablement censée représenter la légende de Charlemagne et des squelettes échappés de la tombe.
D'autres fresques, qui subsistent partiellement représentent la Crucifixion, et probablement une version différente de la légende carolingienne. 
Pris ensemble, ces peintures qui ont été l'objet d'une restauration dans le début des années 1990, sont l'un des cycles picturaux les plus intéressants du XIVe siècle au Piémont.

## La dernière partie du cloître et le chapitre
Le deuxième côté du cloître se compose d'arcs en ogive sur des piliers cylindriques, alternant avec des petites colonnes, le troisième a un plus petit nombre d'arcs reposant sur des piliers et dans le dernier il y a des contrastes stylistiques entre les piliers polygonaux et les fenêtres romanes à meneaux.
Dans le coin près de l'entrée du cloître on entre dans la salle capitulaire par une porte flanquée de deux fenêtres en ogive, la salle est le lieu d’une exposition photographique permanente qui illustre la large variété des églises romanes de la campagne d’Asti.